# Eryngium baldwinii
Eryngium baldwinii là một loài thực vật có hoa trong họ Hoa tán. Loài này được Spreng. mô tả khoa học đầu tiên năm 1824.